# Konojedy (okres Praha-východ)
Konojedy jsou obec v okrese Praha-východ ve Středočeském kraji. Leží asi 37 kilometrů jihovýchodně od centra Prahy a pět kilometrů jižně od města Kostelec nad Černými lesy. Žije zde 282 stálých obyvatel a katastrální území obce má rozlohu 513 hektarů. Součástí obce je osamocená část Klíče, která se nachází necelý kilometr daleko.

## Historie
První písemná zmínka o obci pochází podle Ottova slovníku naučného z roku 1352. Tehdy zde již stával dřevěný kostel zasvěcený sv. Václavu s farou. V roce 1459 nocoval v konojedské krčmě (současné č.p. 28) král Jiří z Poděbrad při tažení z Prahy na Moravu proti Matyáši Korvínovi. V roce 1530 vyhořel původní dřevěný kostel a byl nahrazen kostelem zděným. 
Počátek období třicetileté války v roce 1618, během kterého zůstala v okolí řada zpustlých obcí, Konojedy přežily bez větší újmy. Několik statků a usedlostí však zůstalo až do 2. poloviny 17. století neobydleno.
Roku 1765 nechala kněžna Marie Terezie Savojská starý zděný kostel zbořit a dala postavit nový barokní kostel, který stojí dodnes. Stavba nového kostela začala roku 1766 a dokončena byla v roce 1777. Kostel byl vysvěcen 10. ledna 1778 černokosteleckým děkanem Františkem Boskovským. V letech 2012–2013 prošel kostel rekonstrukcí.

## Obyvatelstvo
| Rok            | 1869 | 1880 | 1890 | 1900 | 1910 | 1921 | 1930 | 1950 | 1961 | 1970 | 1980 | 1991 | 2001 | 2011 | 2021 |
| -------------- | ---- | ---- | ---- | ---- | ---- | ---- | ---- | ---- | ---- | ---- | ---- | ---- | ---- | ---- | ---- |
| Počet obyvatel | 602  | 604  | 605  | 570  | 504  | 461  | 455  | 297  | 247  | 203  | 165  | 148  | 164  | 247  | 274  |
| Počet domů     | 90   | 92   | 107  | 108  | 106  | 106  | 111  | 110  | 82   | 73   | 64   | 111  | 116  | 105  | 134  |

## Obecní správa

### Územněsprávní začlenění
Dějiny územněsprávního začleňování zahrnují období od roku 1850 do současnosti. V chronologickém přehledu je uvedena územně administrativní příslušnost obce v roce, kdy ke změně došlo:
- 1850 země česká, kraj Pardubice, politický i soudní okres Černý Kostelec[7]
- 1855 země česká, kraj Praha, soudní okres Černý Kostelec[7]
- 1868 země česká, politický okres Český Brod, soudní okres Černý Kostelec[7]
- 1939 země česká, Oberlandrat Kolín, politický okres Český Brod, soudní okres Kostelec nad Černými lesy[8]
- 1942 země česká, Oberlandrat Praha, politický okres Český Brod, soudní okres Kostelec nad Černými lesy[9]
- 1945 země česká, správní okres Český Brod, soudní okres Kostelec nad Černými lesy[10]
- 1949 Pražský kraj, okres Český Brod[11]
- 1960 Středočeský kraj, okres Kolín[12]
- 1961 Středočeský kraj, okres Kolín, obec Nučice[13]
- k 24. listopadu 1990 Středočeský kraj, okres Kolín[13]
- k 1. lednu 2007 Středočeský kraj, okres Praha-východ[14]

### Části obce
- Klíče
- Konojedy

### Obecní symboly
Znak a vlajka byly obci uděleny rozhodnutím předsedy Poslanecké sněmovny Parlamentu České republiky dne 26. května 2000.

## Doprava
Obcí prochází silnice II/108 Český Brod - Kostelec nad Černými lesy - Konojedy - Stříbrná Skalice.
Veřejnou dopravu zajišťují autobusy. V Konojedech se nachází dvě zastávky (třetí v samostatné části Klíče) obsluhované příměstskou autobusovou linkou PID č. 659 na trase Český Brod – Kostelec nad Černými lesy – Stříbrná Skalice. Přibližně 1,5 kilometru západně od obce se na samotě v lese nachází ještě autobusová zastávka Konojedy, rozcestí, která je obsluhována linkou PID č. 382 na trase Praha Háje – Sázava.

## Společnost
Ve vsi Konojedy (467 obyvatel, katol. kostel) byly v roce 1932 evidovány tyto živnosti a obchody: 2 bednáři, 2 obchodníci s dobytkem, 3 hostince, 2 koláři, 2 kováři, krejčí, 2 obuvníci, pekař, 2 řezníci, 3 obchody se smíšeným zbožím, Reiffeisenova záložna, spořitelní a záložní spolek pro Konojedy, 2 trafiky, 2 truhláři.

## Pamětihodnosti
Mezi historické památky patří kromě kostela svatého Václava a kapličky svatého Jana Nepomuckého i pamětní kámen knížete Jana II. z Lichtenštejna a kříž, postavený nad hrobem Napoleonových vojáků.
Mezi přírodní zajímavosti obce patřil dlouhou dobu státem chráněný Konojedský smrk vysazený kolem roku 1860. Podle měření z roku 2010 dosahoval výšky čtyřicet metrů s obvodem kmene 370 centimetrů. V říjnu 2017 při vichřici Herwart byl však strom ve výšce cca 3 metry nad zemí zlomen.

## Fotografie

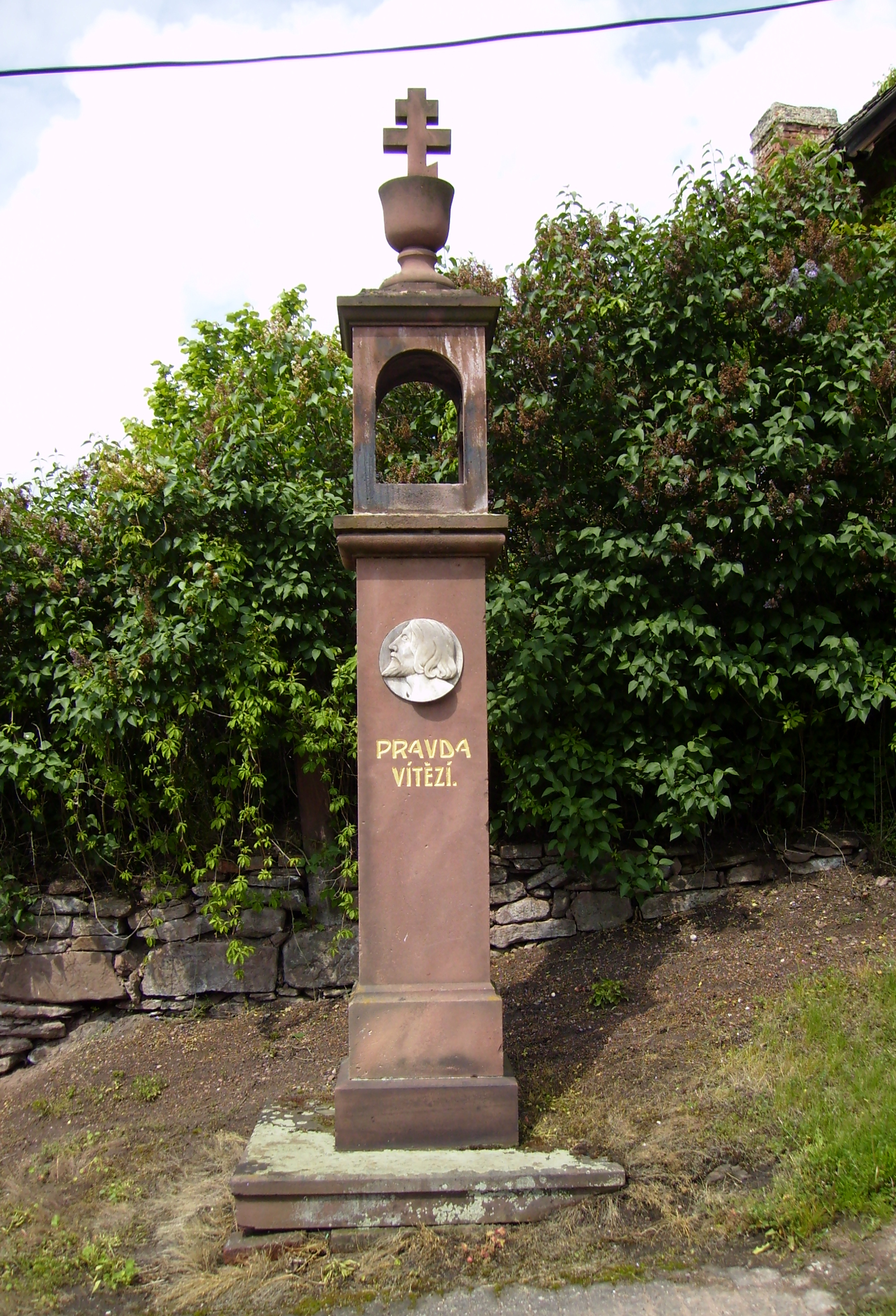
„Husí muka“ pod kostelem svatého Václava.
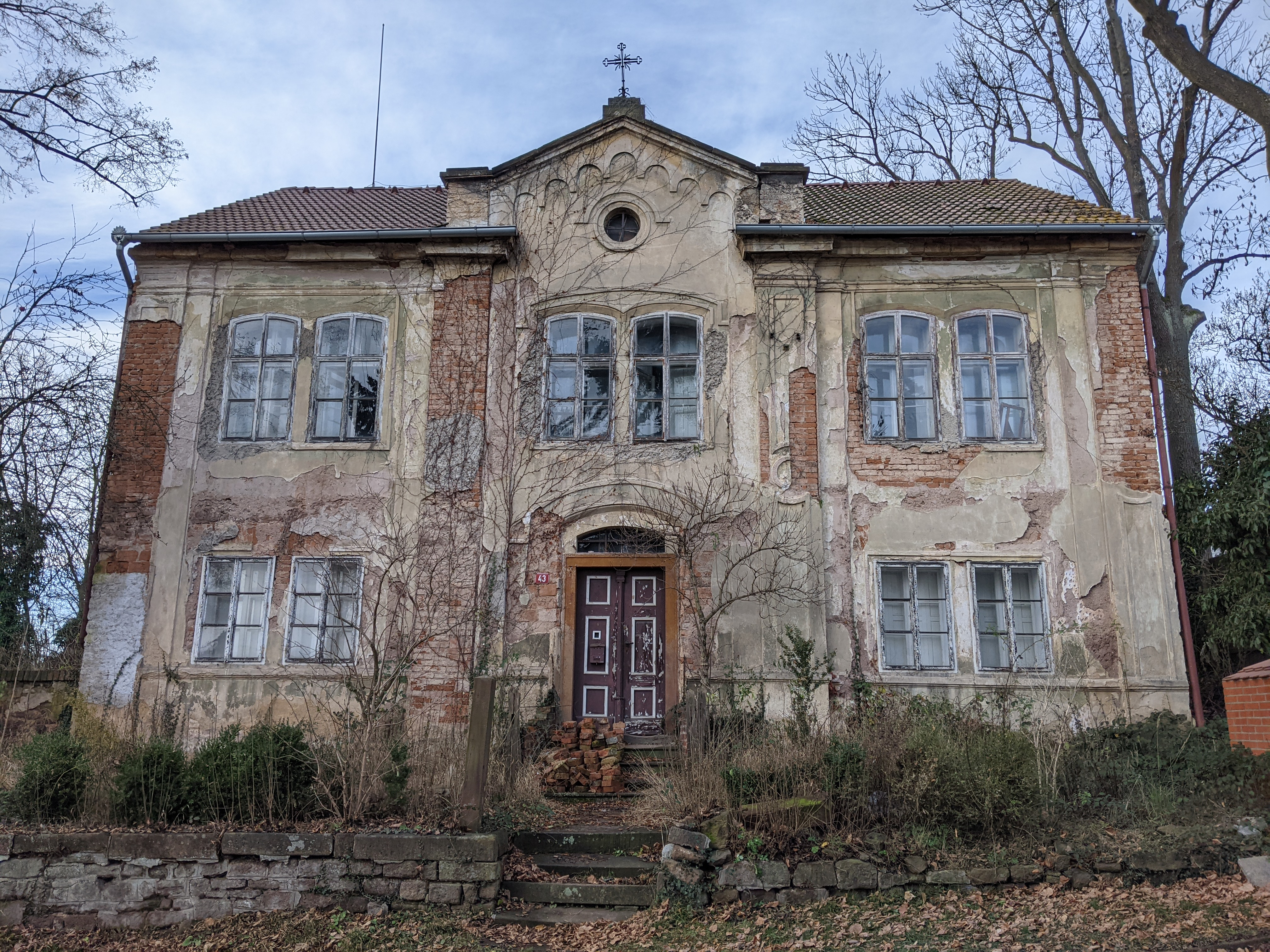
památkově chráněná fara (čp. 43)
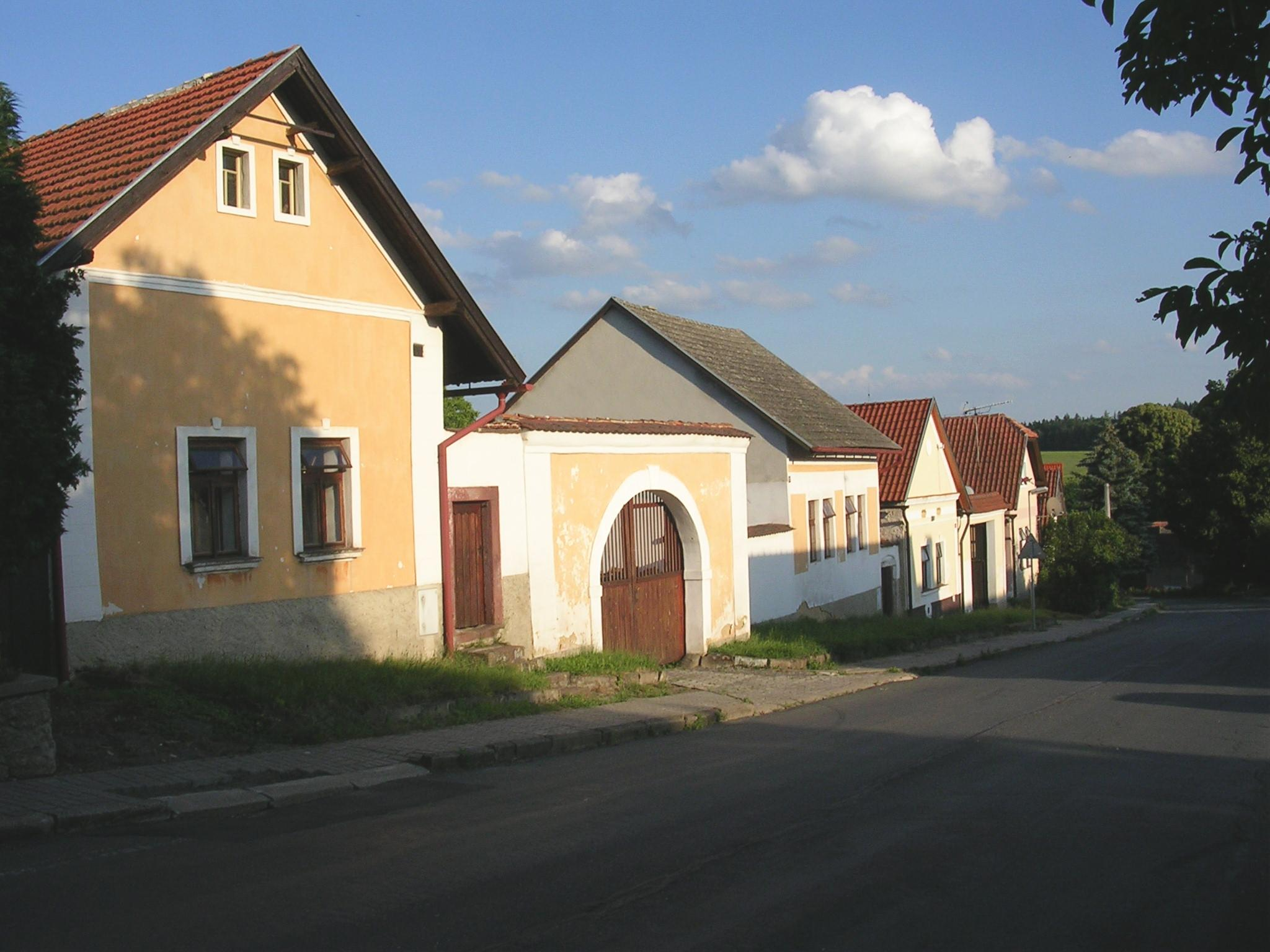
lidová architektura čp. 29
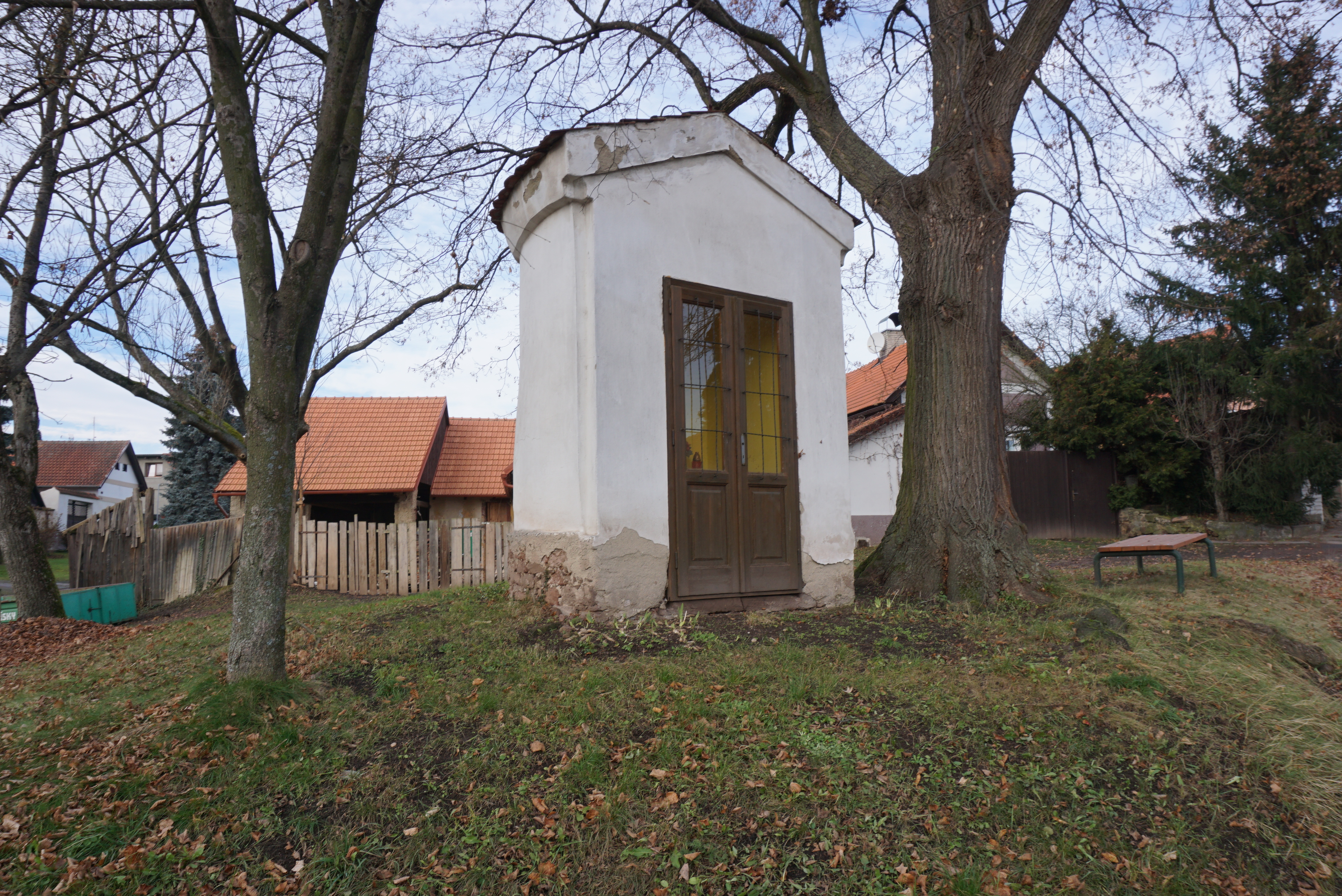
kaplička svatého Jana Nepomuckého
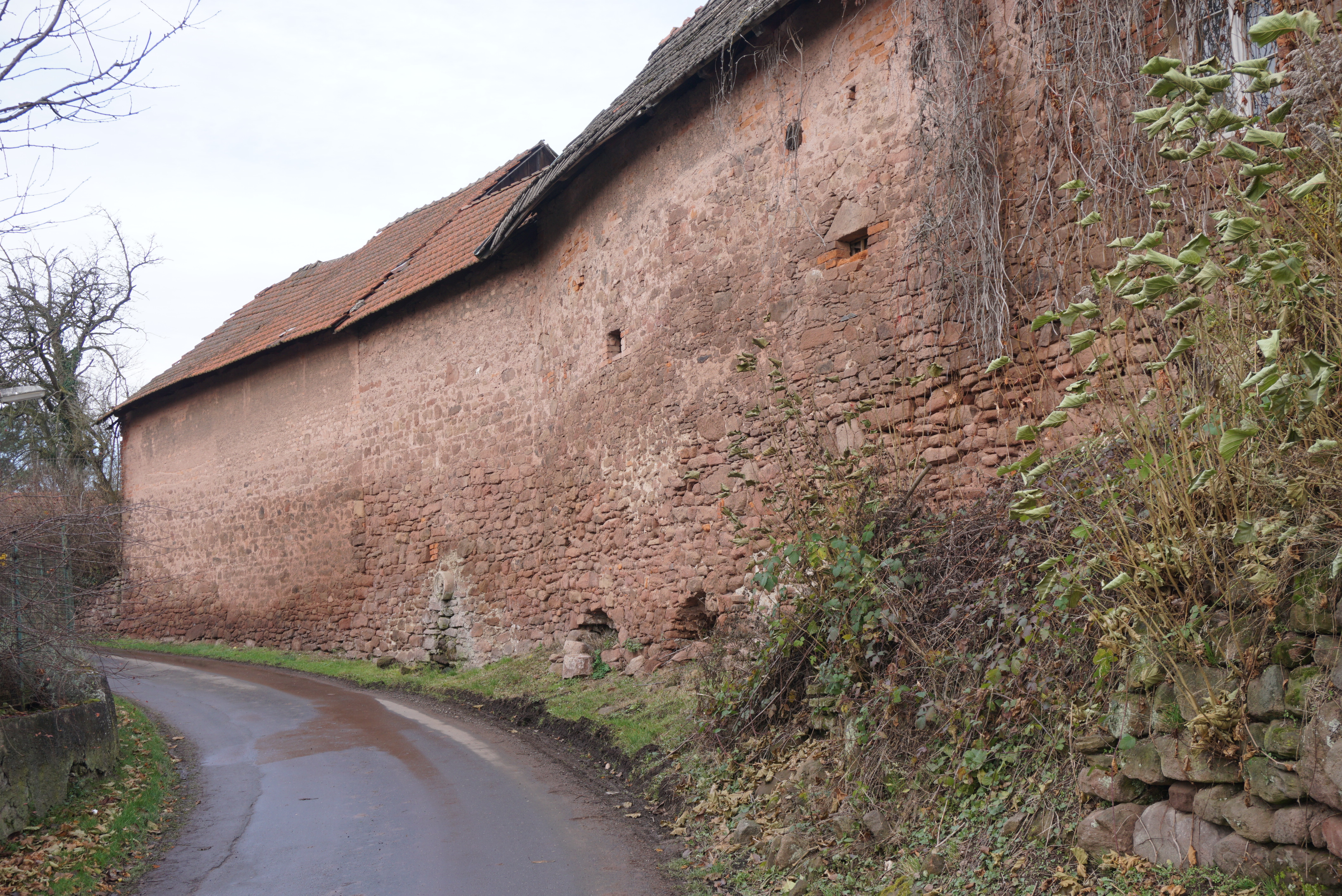
typický červený nučický pískovec ve zdivu čp. 2
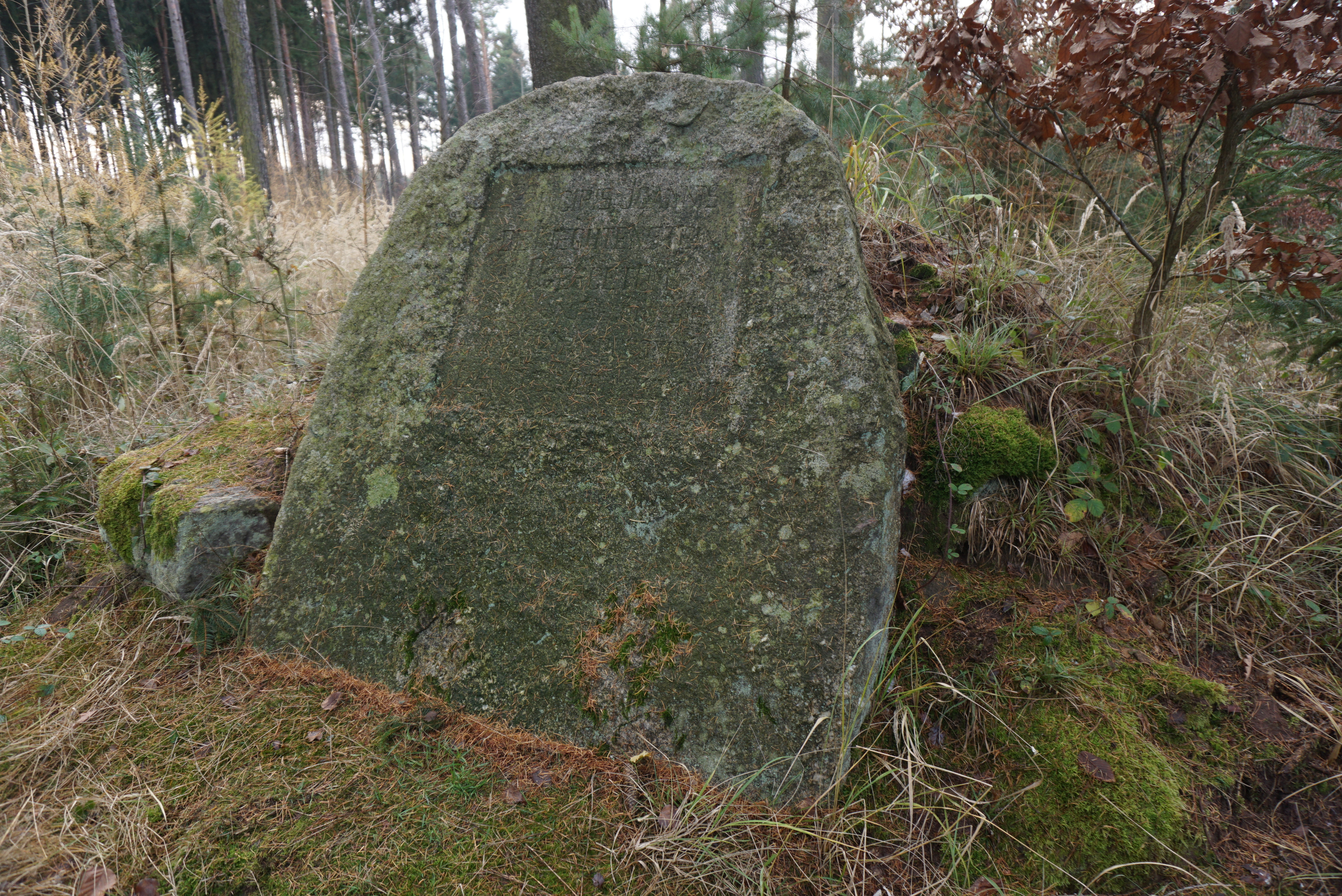
Jubilejní památník knížete Jana II. z Lichtenštejna